# Chalcis melanospila
Chalcis melanospila är en stekelart som beskrevs av Cameron 1907. Chalcis melanospila ingår i släktet Chalcis och familjen bredlårsteklar. Inga underarter finns listade i Catalogue of Life.